# Liste jesidischer Organisationen
Dies ist eine Liste jesidischer Organisationen.

## Traditionelles Siedlungsgebiet

### Armenien
- Yezidi National Union (ULE)
- Ria Taza (Zeitung)
- Yezidi National Committee of Armenia
- Union of Yezidis of Armenia

### Irak
- Jesidische Bewegung für Reform und Fortschritt
- Hêza Parastina Êzîdxan
- Yekîneyên Berxwedana Şingal
- Future Path for Yazidis Party
- Free Yazidi Gathering
- Yazidi Democratic Front
- Yazidi Progress Party
- Sinjar Alliance
- Êzidxan Women Unit
- Asayîşa Êzîdxanê
- Special forces of Êzîdxan (YTÊ)

### Syrien
- Hevbendiya Êzidiyên Sûriyê
- Yazidi House

### Türkei
- Beşiri Ezidi Derneği

## Europa

### Deutschland
- Ezidische Akademie
- Gesellschaft Ezidischer AkademikerInnen
- Kongress der Eziden weltweit e. V.
- Cira Tv
- Ezdan TV
- 4Sem Tv
- Ezida Tv
- Ezidipress
- Ezidischer Kulturverein Saarland e. V.
- Zentralrat der Êzîden in Deutschland (ZÊD)
- Gesellschaft für Christlich-Ezidische Zusammenarbeit in Wissenschaft und Forschung
- Das ezidische kulturelle Zentrum in Oldenburg und Umgebung e. V.
- Yezidisches Forum e. V.
- Verband Ezidischer Juristinnen und Juristen
- Gesellschaft Ezidischer UnternehmerInnen (GEU)

### Frankreich
- Association des Yezidis de France (AYF)

### Georgien
- Religious Council of the Yezidis in Georgia
- National Congress of Georgian Yezidi

### Niederlande
- Free Yazidi Foundation

### Russland
- Yazidi Congress
- Lalish Tv
- Yazidstvo (Organisation)

## Rest der Welt

### Australien
- Yazidi Association in Australia (Wagga Wagga)

### Kanada
- Yezidi Human Rights Organization
- Yazidi Association of Manitoba

### Vereinigte Staaten von Amerika
- Yazda (globale Organisation)
- Nadia's Initiative

### Rest
- The Yezidi – Hindu Coalition
- Free Yazidi – Hindu Post
- Jewish-Yezidi Friendship Alliance
- Jewish-Yezidi-Hindu-Coalition
- Ezidi Friendship Group